# 普奇卡約克蓬塔山
9°05′59″S 77°39′18″W / 9.09972°S 77.65500°W
普奇卡約克蓬塔山（Puchkayuq Punta），是秘魯的山峰，位於該國北部安卡什大區，由永蓋省的雲蓋區負責管轄，屬於布蘭卡山脈的一部分，海拔高度4,800米。